# Il mistero dei Templari - National Treasure
Il mistero dei Templari - National Treasure (National Treasure), noto anche semplicemente come Il mistero dei Templari, è un film del 2004 diretto da Jon Turteltaub, con protagonisti Nicolas Cage, Diane Kruger, Justin Bartha, Sean Bean e Jon Voight. Il film ha avuto un sequel, uscito nel 2007 e intitolato Il mistero delle pagine perdute.

## Trama
Benjamin Franklin Gates proviene da una famiglia di archeologi che hanno passato la vita a cercare il tesoro perduto dei Templari che nessuno credeva esistesse. Il nonno aveva lasciato al nipote un solo indizio su un foglietto: "Charlotte ha in serbo il segreto".
Successivamente Gates scopre che Charlotte è una nave che, a causa del cambiamento climatico, non è più nascosta sotto i ghiacci perenni.
Organizza, quindi, una spedizione nell'Artide con altri ricercatori tra cui gli esperti Ian Owe e Riley Poole.
Nella nave inoltre viene ritrovata una pipa di schiuma che contiene un altro indizio. A questo punto gli altri però incominciano a ribellarsi a Gates quando scoprono che Ben ha intenzione di donare il tesoro in beneficenza ai musei archeologici. Ian, invece, comincia a dimostrarsi senza scrupoli pur di arrivare alla risoluzione del mistero (cercando di convincere Gates a rubare la dichiarazione d'Indipendenza americana). Alla fine Ian e i suoi decidono di rinchiudere Riley (unico rimastogli fedele) e Ben nella stiva della nave, ma riusciranno comunque a sopravvivere.
Nella caccia al tesoro, ci saranno davvero molti indizi, che i protagonisti troveranno, tutti legati alla massoneria.
Con l'amico Poole, Ben Gates si inoltra in una serie di avventure, arrivando anche a rubare la stessa Dichiarazione d'Indipendenza americana che aveva difeso inizialmente e che una ragazza, la dottoressa Abigail Chase, vuole riavere a tutti i costi, ma che finirà poi per accompagnare Gates nel suo viaggio. Tra i due nascerà una storia d'amore.
Alla fine dopo tante ricerche il protagonista riesce a trovare il tesoro in una stanza segreta sigillata dalla tomba di un capo della massoneria sotto una chiesa secolare di New York (la Trinity Church in Wall Street) e a fare arrestare Ian, riscattando così anche la cattiva fama della sua famiglia, considerata da secoli una stirpe di pazzi.
Il tesoro viene ridistribuito nei musei di tutto il mondo, eccetto una piccola parte che resta allo stesso Gates, ai suoi due compagni di viaggio e al padre che nel finale aiuta i tre a fare l'ultimo passo verso il tesoro.

## Accoglienza

### Incassi
Con un budget di 100 milioni di dollari, la pellicola ha incassato 173 milioni negli Stati Uniti e globalmente circa 350 milioni di dollari nei cinema di tutto il mondo. In Italia il film ha incassato nella stagione 2004/2005 circa 8 milioni di euro.

## Sequel
Il film ha avuto un seguito nel 2007, intitolato Il mistero delle pagine perdute. La storia è incentrata sulla ricerca di un altro tesoro diverso (quello delle sette città di Cibola) e ricalca quella del primo film; anche il cast è lo stesso: stesso regista (Jon Turteltaub), stesso produttore (Jerry Bruckheimer) e stessa squadra, con l'aggiunta di Ed Harris e di Helen Mirren. Il sequel termina con Gates che parla col presidente degli Stati Uniti della pagina 47 del libro del Presidente, il che lascia aperta la strada per un terzo episodio.

### Serie TV
Nel marzo del 2021 viene annunciato l'inizio della produzione di una serie televisiva basata sulla saga cinematografica con protagonisti più giovani. La serie, prodotta da ABC Signature, verrà distribuita da Disney+ a livello globale.